# 시모하마역
시모하마역(일본어: 下浜駅 しもはまえき[*])은 일본 아키타현 아키타시에 위치한 동일본 여객철도 우에쓰 본선의 철도역이다. 단선 · 섬식의 형태를 합친 2면 3선 구조의 복합 승강장을 갖춘 지상역이다.

## 타는 곳
| 1 | ■ 우에쓰 본선 | 하행     | 아라야 · 아키타 방면   |
| 2 | ■ 우에쓰 본선 | (대피선) | (대피선)               |
| 3 | ■ 우에쓰 본선 | 상행     | 우고혼조 · 사카타 방면 |

## 역 주변
- 국도 제7호선
- 시모하마 해수욕장

## 역사
- 1920년 2월 22일 : 일본국유철도의 역으로서 유리 군 시모하마 촌에 개업.
- 1972년 10월 2일 : 간이 위탁화.
- 1987년 4월 1일 : 일본국유철도 분할 민영화에 의해, 동일본 여객철도가 승계.
- 1998년 : 무인화.
- 1999년 3월 13일 : 신 역사 완성.

## 인접 역
| 동일본 여객철도 우에쓰 본선 | 동일본 여객철도 우에쓰 본선 | 동일본 여객철도 우에쓰 본선 |
| --------------------------- | --------------------------- | --------------------------- |
| 미치카와 니쓰 방면          | ■ 우에쓰 본선               | 가쓰라네 아키타 방면        |